# Koagulase-Reaktion

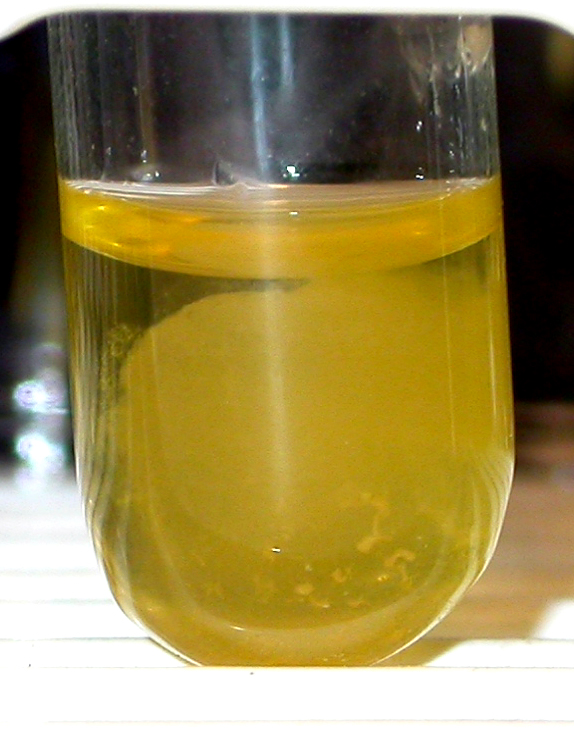
Durch die Koagulase-Reaktion gebildetes Fibringerinnsel in einem Reagenzglas

In der Mikrobiologie dient die Koagulase-Reaktion der Unterscheidung zwischen koagulase-positiven Staphylokokken (KPS) und koagulase-negativen Staphylokokken (KNS), die oft weniger pathogen sind. Staphylococcus aureus ist koagulase-positiv (produziert Koagulase), viele andere Staphylokokken (z. B. Staphylococcus epidermidis) sind koagulase-negativ. Werden KNS aus Untersuchungsmaterialien nachgewiesen, ist dies ein Hinweis auf Kontamination, da es sich hier häufig um Normalflora der Haut handelt – ein relevanter Sachverhalt. Als völlig harmlos sind Nachweise von KNS dennoch nicht abzutun, da sie in der Lage sind Fremdkörper zu besiedeln und darauf sogenannte Biofilme zu bilden.
Um zwischen KPS und KNS zu differenzieren, wird Bakterien fibrinogenhaltiges Plasma zugesetzt. Wird von Bakterium Koagulase produziert, führt dies zu einer Gerinnung von Fibrinogen, d. h., es bilden sich Klumpen (Fibrin). Das Wort Koagulase impliziert eine enzymatische Aktivität. Der Begriff ist jedoch zu einer Zeit entstanden, als man noch keine Differenzierung hinsichtlich der enzymatischen Aktivität durchführen konnte. So ist die Koagulase kein Enzym im eigentlichen Sinne, sondern lediglich ein Aktivator von Prothrombin (analog den Faktoren V und X sowie Calcium-Ionen bei der Blutgerinnung). Sie führt über eine Konformationsänderung zu einer Aktivierung von Thrombin, das dann für eine Ausfällung von Fibrinogen zu Fibrin sorgt.
Die Koagulase ist ein Pathogenitätsfaktor. Dies ergibt sich daraus, dass sich das Bakterium beim Eintritt in den Körper durch die Koagulase (und Clumping-Faktor A) mit einer Schutzschicht aus wirtseigenen Proteinen benetzt und damit tarnt. Die genannten Proteine „verstecken“ das Bakterium vor dem Immunsystem des Wirts und erschweren dadurch dessen Elimination.
Der Nachweis der Plasmakoagulase ist zeitaufwendig (Nachweisdauer ca. 24 h), so dass man sich des einfacheren Nachweises des Clumping-Faktors bedient. Der Clumping-Faktor A ist, im Gegensatz zu der sezernierten Plasmakoagulase, ein zellwandständiges Protein, welches direkt an Fibrinogen bindet. Die physiologische Funktion ist analog zur Plasmakoagulase.

## Clumping-Factor und Koagulaseverhalten verschiedener Staphylokokken

### Clumping-Factor positiv
S. aureus ssp. aureus, S. lugdunensis, S. schleiferi ssp. schleiferi, S. sciuri ssp. rodentium

### Clumping-Factor variabel
S. intermedius, S. sciuri ssp. carnaticus

### Clumping-Factor negativ
S. aureus ssp. anaerobius, S. delphini, S. hyicus, S. lutrae, S. pseudintermedius, S. schleiferi ssp. coagulans

### Koagulase positiv
S. aureus ssp. aureus, S. aureus ssp. anaerobius, S. delphini, S. intermedius, S. lutrae, S. pseudintermedius, S. schleiferi ssp. coagulans

### Koagulase variabel
S. hyicus

### Koagulase negativ
S. lugdunensis, S. schleiferi ssp. schleiferi, S. sciuri ssp. sciuri, S. sciuri ssp. rodentium, S. epidermidis, S. saprophyticus, S. hominis, S. haemolyticus, S. simulans, S. warneri, S. cohnii

### Pseudokoagulase variabel
S. schleiferi ssp. schleiferi

## Liste der Einzelnachweise
1. ↑  Volker Mersch-Sundermann: Medizinische Mikrobiologie für MTA. Thieme, Stuttgart 1989, ISBN 978-3-13-727401-8, S. 137, Tabelle 6.3.
2. ↑  Rosemarie Blatz: Medizinische Mikrobiologie und Immunologie systematisch. 1.  Auflage. Bremen 1999, ISBN 978-3-89599-139-4, S. 90.
3. ↑  Volker Mersch-Sundermann: Medizinische Mikrobiologie für MTA. Thieme, Stuttgart 1989, ISBN 978-3-13-727401-8, S. 137.
4. ↑  Otto Dornblüth, Willibald Pschyrembel: Pschyrembel Klinisches Wörterbuch. 260., neu bearb.  Auflage. De Gruyter, Berlin 2004, ISBN 3-11-017621-1, S. 1723.
5. ↑  Birgid Neumeister, Friedrich Burkhardt, Sascha al Dahouk: Mikrobiologische Diagnostik Bakteriologie - Mykologie - Virologie - Parasitologie. 2., vollst. überarb.  Auflage. 339, Tabelle 17.11. Thieme, Stuttgart 2009, ISBN 978-3-13-743602-7.